# David Macdonald (Komponist II)
David Macdonald (* 22. Oktober 1983 in St. Louis, Missouri) ist ein US-amerikanischer Komponist und Musikpädagoge.

## Leben und Wirken
Macdonald studierte bis 2006 Komposition und Trompete an der University of Missouri in Columbia und setzte sein Kompositionsstudium bis 2008 mit dem Abschluss Master of Music an der Michigan State University fort. Danach wurde er hier Kompositionsschüler und Assistent von Ricardo Lorenz. 2006 war er Preisträger bei den BMI Student Composer Awards (mit Elegy), im Folgejahr Gewinner der Michigan State University Honors Competition (mit Emulsion Quartet). Das H2 Quartet spielte seine Komposition Falling up the down escalator auf seinem Album Times and Spaces ein.
Seit 2018 lehrt er als Assistant Professor Komposition an der Wichita State University.

## Werke
- sax discourse für Saxophonquartett, 2004
- Elegy für Sopran, Bariton, Horn und Streichquartett, 2005
- Emulsion Quintet für Kammerensemble, 2007
- Voices für Trompete solo, 2007
- Greek Lyric Poems für Bariton, Altflöte und Klavier, 2007
- Color me "Enchanted" für Violine, Klarinette, Tenorsaxophon und Klavier, 2007
- Inner/Outer Monologue für Saxophon solo, 2007
- Folding in für Orchester, Auftragswerk des Tyler Youth Orchestra (UA unter Ryan Thomas Ross), 2008
- Voices 2 für Klavier, 2009
- Falling up the down escalator für Saxophonquartett, 2009